# Sopotja
Sopotja  je petnajsti studijski album Aleksandra Mežka, ki je izšel leta 2001 pri založbi Dallas Records. Skladbe so bile posnete v studiu Concept Mastering Studio, v Londonu.

## Seznam skladb
Avtor glasbe in besedil je Aleksander Mežek, razen pri skladbi »Trnovo, kraj nesrečnega imena« je avtor besedila France Prešeren.
| Št. | Naslov                          | Dolžina |
| --- | ------------------------------- | ------- |
| 1.  | „Tu sem doma‟                   | 4:53    |
| 2.  | „Ljubezen večnosti‟             | 3:05    |
| 3.  | „Trnovo, kraj nesrečnega imena‟ | 3:26    |
| 4.  | „Hiše gospodar‟                 | 5:19    |
| 5.  | „Praznik‟                       | 4:00    |
| 6.  | „Noč je mlada‟                  | 3:27    |
| 7.  | „Koraki‟                        | 5:26    |
| 8.  | „Srce na elektriko‟             | 4:49    |
| 9.  | „Ko te ni‟                      | 4:14    |
| 10. | „Izumi se‟                      | 4:05    |
| 11. | „To si ti‟                      | 3:52    |
| 12. | „Sin očeta‟                     | 6:19    |
| 13. | „Zavedno‟                       | 2:58    |
| 14. | „Love that knows no end‟        | 3:09    |
| 15. | „Pismo ljubezni‟                | 2:41    |

## Zasedba
- Aleksander Mežek – vokal, vokalna spremljava
- Steve Smith – klaviature
- Paul Beavis – bobni, tolkala
- Robbie McIntosh – električna kitara, akustična kitara, mandolina, bas

### Gostje
- Cliff Richard – vokal
- Hiša – vokalna spremljava
- Mladinski pevski zbor RTV Slovenija – vokalna spremljava